# Panama i olympiska sommarspelen 1952
Panama deltog med en deltagare vid de olympiska sommarspelen 1952 i Helsingfors. Landets deltagare erövrade ingen medalj.